# 銀盃
銀盃（ぎんぱい）は、大井競馬場で行われていたアングロアラブによる競馬の重賞競走（平地競走）である。1995年廃止。

## 概要
1956年創設。以来南関東公営競馬におけるアングロアラブ競走廃止にともない1995年に廃止されるまで、1972年を除きほぼ一貫して3月にダート2000mのハンデキャップ競走として施行されている。年が明けて初めて行われる古馬が出走可能なアングロアラブ重賞であることから、例年多くの有力馬が本競走に集結。サラブレッドの競走である金盃とともに、春の訪れを南関東競馬に告げる名物競走であった。

## 歴代優勝馬
| 回数   | 施行日        | 優勝馬             | 性齢 | 所属 | タイム   | 優勝騎手   | 管理調教師 |
| ------ | ------------- | ------------------ | ---- | ---- | -------- | ---------- | ---------- |
| 第1回  | 1956年3月21日 | ノブタカ           | 牡7  | 川崎 | 2:13 0/5 | 井上宥蔵   | 井上宥蔵   |
| 第2回  | 1957年3月13日 | ナイト             | 牡7  | 川崎 | 2:12 2/5 | 鈴木春吉   | 岩本亀五郎 |
| 第3回  | 1958年3月12日 | バラテスタ         | 牡5  | 船橋 | 2:12 4/5 | 須田茂     | 佐竹梅治   |
| 第4回  | 1959年3月3日  | タカクラホマレ     | 牡6  | 大井 | 2:11 1/5 | 武智一夫   | 永井繁     |
| 第5回  | 1960年3月15日 | センジユ           | 牡5  | 大井 | 2:11.4   | 須田茂     | 倉内種太郎 |
| 第6回  | 1961年3月1日  | タカラガワ         | 牡5  | 大井 | 2:10.3   | 荒山徳一   | 安藤徳男   |
| 第7回  | 1962年3月1日  | ゴールデンフアイタ | 牡5  | 大井 | 2:09.0   | 須田茂     | 田中利衛   |
| 第8回  | 1963年3月1日  | ミヤマシユーホー   | 牡5  | 大井 | 2:09.7   | 竹山隆     | 田中利衛   |
| 第9回  | 1964年3月17日 | カミホマレ         | 牡8  | 大井 | 2:06.6   | 山田秀三   | 永井繁     |
| 第10回 | 1965年3月10日 | アデルバウエル     | 牡5  | 大井 | 2:09.1   | 須田茂     | 阪本正太郎 |
| 第11回 | 1966年3月9日  | イソミドリ         | 牡5  | 浦和 | 2:09.7   | 佐々木竹見 | 夏刈章     |
| 第12回 | 1967年3月2日  | ヤマノガイカ       | 牡5  | 大井 | 2:08.8   | 佐々木竹見 | 田村仁三郎 |
| 第13回 | 1968年3月12日 | ダイイチタロー     | 牡5  | 船橋 | 2:08.6   | 田畑勝男   | 金沢秀行   |
| 第14回 | 1969年3月23日 | シンタカラフオード | 牡5  | 船橋 | 2:07.4   | 高橋三郎   | 梶田繁雄   |
| 第15回 | 1970年3月17日 | セカンドホーリ     | 牡5  | 大井 | 2:07.9   | 田畑勝男   | 田村勝男   |
| 第16回 | 1971年3月29日 | グリンバーデー     | 牝5  | 船橋 | 2:09.2   | 宮下紀英   | 岡林喜和   |
| 第17回 | 1972年2月21日 | ヨシノセンジユ     | 牡6  | 大井 | 2:09.1   | 辻野豊     | 鈴木富士雄 |
| 第18回 | 1973年3月26日 | キングタカラ       | 牡6  | 大井 | 2:09.0   | 高柳恒男   | 大南栄藏   |
| 第19回 | 1974年3月28日 | ライジングトツプ   | 牡6  | 川崎 | 2:07:6   | 佐々木竹見 | 勝又衛     |
| 第20回 | 1975年3月28日 | スマノダイドウ     | 牡6  | 川崎 | 2:09.0   | 佐々木竹見 | 鈴木春吉   |
| 第21回 | 1976年3月1日  | アサシモ           | 牡6  | 大井 | 2:05:8   | 福永二三雄 | 飯野貞次   |
| 第22回 | 1977年3月14日 | リバテイベビー     | 牡5  | 大井 | 2:07:3   | 香取和孝   | 森谷光雄   |
| 第23回 | 1978年2月28日 | ヨシノライデン     | 牡5  | 大井 | 2:06:3   | 的場文男   | 梅山昭男   |
| 第24回 | 1979年3月12日 | ベストホワイト     | 牡6  | 大井 | 2:08:8   | 金久保哲男 | 長沼正義   |
| 第25回 | 1980年3月31日 | アイランドキング   | 牡5  | 船橋 | 2:07:2   | 渡辺市郎   | 山田一雄   |
| 第26回 | 1981年3月10日 | マルタカマーカス   | 牡6  | 川崎 | 2:08:7   | 佐々木竹見 | 新貝一雄   |
| 第27回 | 1982年3月16日 | トロワイヨン       | 牡6  | 船橋 | 2:07:8   | 渡辺市郎   | 川勝貫次   |
| 第28回 | 1983年3月10日 | キタノカズスミ     | 牡5  | 大井 | 2:06:0   | 本間茂     | 荒山徳一   |
| 第29回 | 1984年3月7日  | ローゼンガバナー   | 牡5  | 船橋 | 2:08:2   | 桑島孝春   | 後藤稔     |
| 第30回 | 1985年3月1日  | ローゼンガバナー   | 牡6  | 船橋 | 2:07:5   | 高橋三郎   | 後藤稔     |
| 第31回 | 1986年3月13日 | ノムラダイオー     | 牡5  | 大井 | 2:06:9   | 石崎隆之   | 山下春茂   |
| 第32回 | 1987年3月31日 | ノムラダイオー     | 牡5  | 大井 | 2:08:3   | 早田秀治   | 山下春茂   |
| 第33回 | 1988年3月16日 | ヨシノスカレー     | 牡7  | 船橋 | 2:08:6   | 桑島孝春   | 日向茂     |
| 第34回 | 1989年3月29日 | ミスターヨシゼン   | 牡6  | 大井 | 2:08:0   | 的場文男   | 寺田新太郎 |
| 第35回 | 1990年3月15日 | トモハーベスト     | 牡7  | 大井 | 2:10:5   | 的場文男   | 庄子連兵   |
| 第36回 | 1991年3月20日 | セラミツクボーイ   | 牡5  | 大井 | 2:08:7   | 鈴木啓之   | 三坂盛雄   |
| 第37回 | 1992年3月24日 | ミスタートミカワ   | 牡6  | 船橋 | 2:08:7   | 湯浅淳一   | 中井利一   |
| 第38回 | 1993年3月30日 | トチノミネフジ     | 牡4  | 大井 | 2:08:5   | 早田秀治   | 高岩隆     |
| 第39回 | 1994年3月23日 | トチノミネフジ     | 牡5  | 大井 | 2:07:0   | 早田秀治   | 高岩隆     |
| 第40回 | 1995年3月30日 | タカラセイハ       | 牡5  | 船橋 | 2:08:0   | 石崎隆之   | 出川博史   |

- 距離：第1回 - ダート2000m
- 出走条件：第1回 - アングロアラブ4歳以上
- 斤量：第1回：ハンデキャップ
- 優勝馬の馬齢は旧表記。